# Sandblech

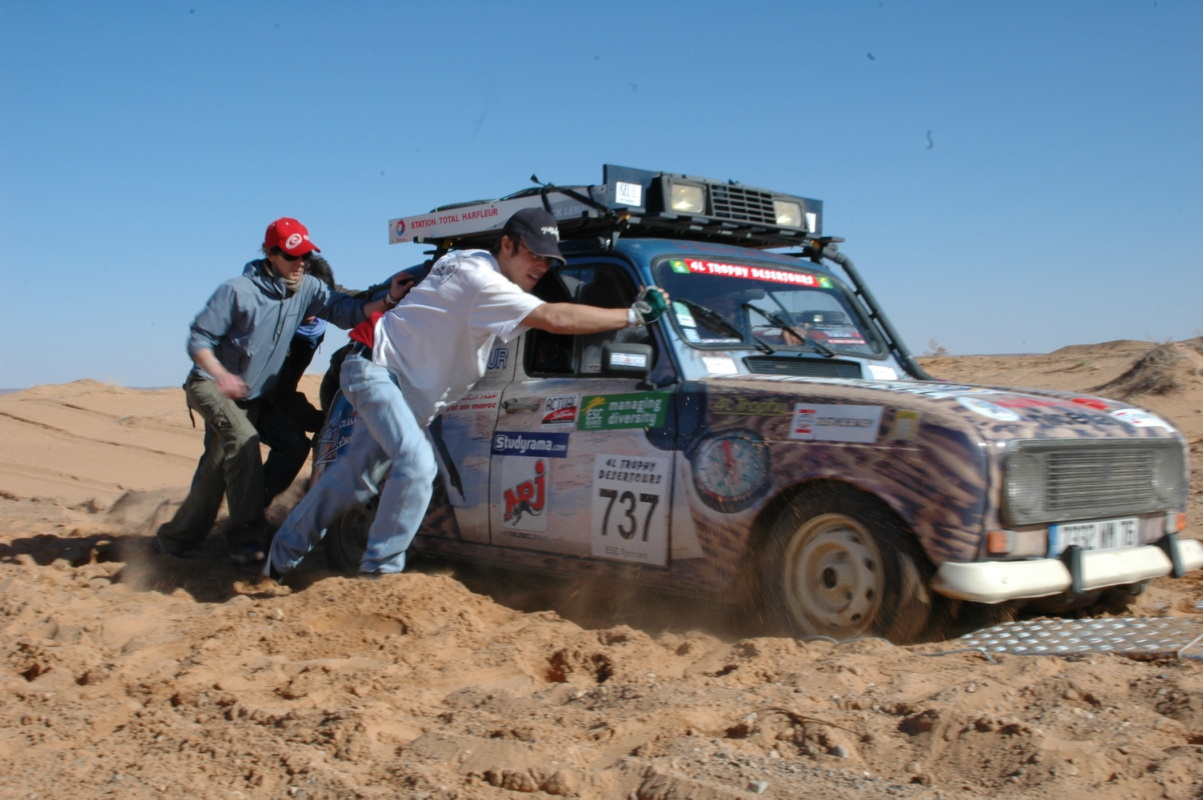
Zur Bergung des festgefahrenen Fahrzeugs (4L Trophy) werden auch Sandbleche (unten rechts) eingesetzt.

Ein Sandblech ist ein Hilfsmittel zur Bergung von festsitzenden Fahrzeugen und zum Bau von Landebahnen von Feldflughäfen oder kurzen Straßenstücken. Sandbleche werden auch Luftlandebleche oder Bodenbelagsbleche genannt. Sandbleche sind grob gelochte Platten aus Blech (Stahl, Aluminium) oder aramidfaserverstärktem Kunstharz in Längen bis zu 3 Metern.

## Verwendung in der Fahrzeugbergung
Sandbleche sind bei Fahrten in unwegsamen Gelände, insbesondere Sandwüsten oder schlammigen Gebieten ein wichtiges Hilfsmittel, um eingesunkene Fahrzeuge wieder zu befreien oder Hindernisse zu überfahren. Auch als Unterlage für Wagenheber – durch die Verteilung der Kraft auf eine größere Fläche – werden die Bleche verwendet.
Zur Fahrzeugbergung werden die Antriebsräder in die gewünschte Fahrtrichtung freigegraben und die einzelnen Sandbleche so horizontal wie möglich unter die Räder gerammt. Farbige Kennzeichnung und/oder das Verbinden mit einem Seil am Fahrzeug erleichtern nach erfolgreicher Bergung und Aufsuchen eines sicheren Standortes das Bergen der nach hinten geschleuderten Sandbleche. Auf längeren Dünen- oder Schlammstrecken ist die Seilverbindung besonders sinnvoll, da ansonsten die Gefahr des erneuten Einsinkens während des Bergungshalts bzw. beim Anfahren danach besteht.

## Verwendung als Bodenbefestigung

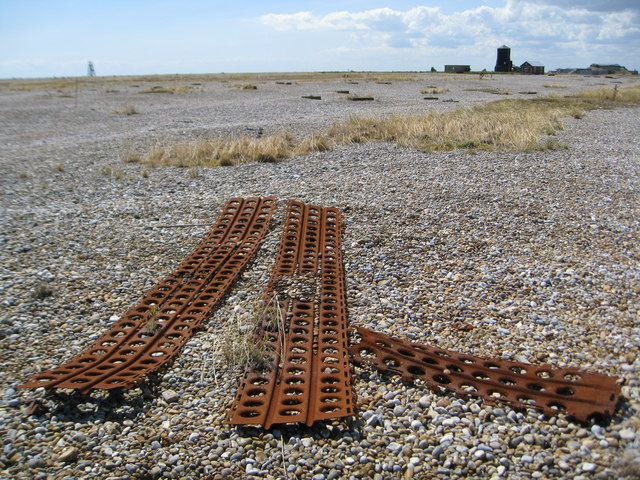
Auf einem Militärgelände zurückgelassene rostige Sandbleche

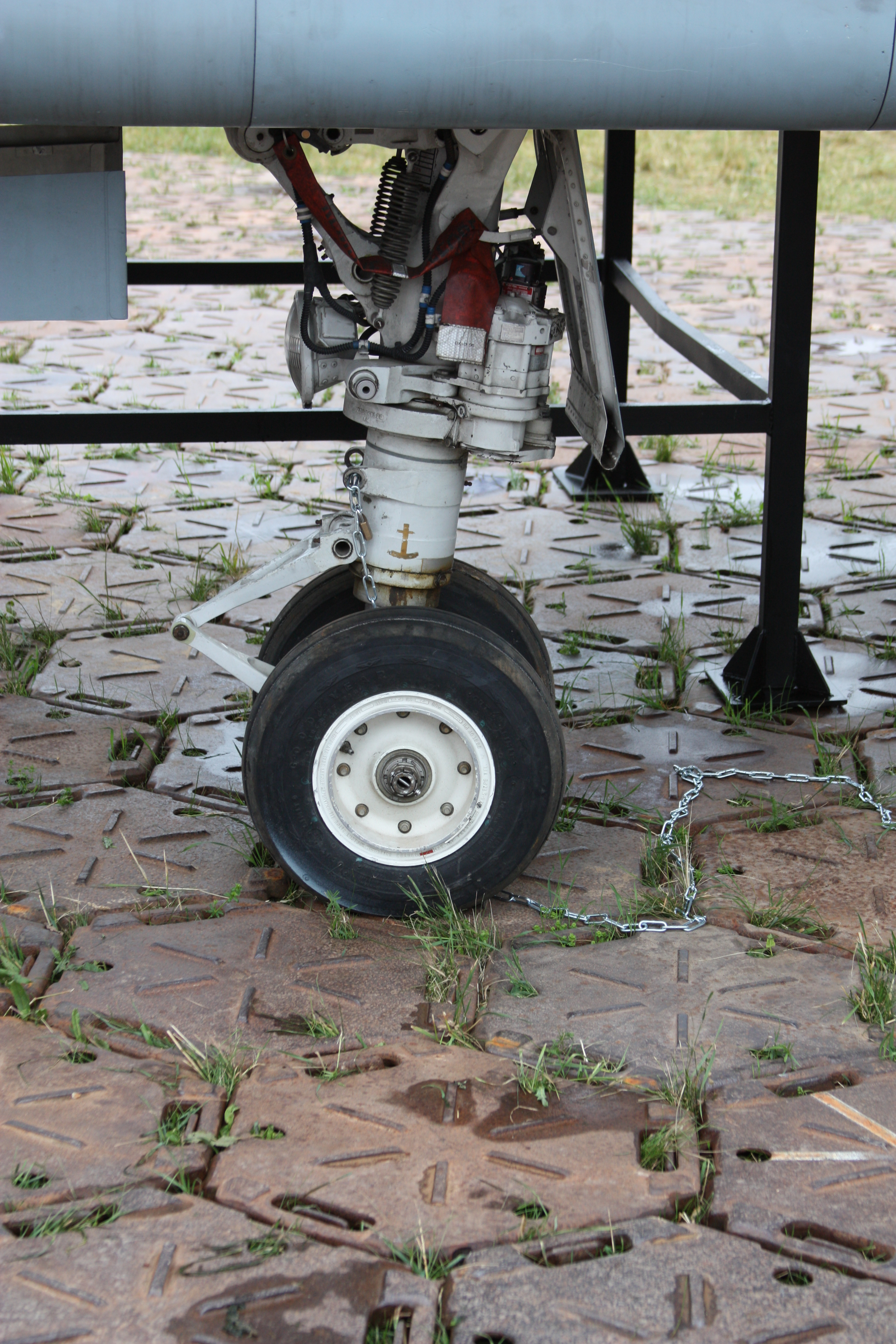
Hexagonale Sandbleche eines militärischen Feldflugplatzes

Diese Bleche haben an den Längsseiten eine Verzahnung, mit der sie miteinander form- und kraftschlüssig verbunden werden können. So können sie auf eine ebene Fläche aus Sand, Erde oder Ähnlichem gelegt werden. Damit kann innerhalb kurzer Zeit eine große Fläche zur Nutzung von Flugzeugen und schwerem Gerät nutzbar gemacht werden, ohne dass die Reifen einsinken oder gleich eine Schlammgrube entsteht. Diese Bleche sind etwa 3 m × 60 cm groß und 3 bis 5 mm dick.
Zur Umfunktionierung als Werkzeug zur Fahrzeugbergung werden die Bleche auf ein bis zwei Meter gekürzt und die seitlichen Haken entfernt.

## Geschichte
Ursprünglich wurden Sandbleche 1941 in Marston in North Carolina, USA, nahe dem Camp Mackall, zum Bau von Landebahnen für Militärflugzeuge entwickelt, weswegen Sandbleche im amerikanischen Englisch auch als Marston Matting bezeichnet werden. Sie hatten zuerst noch keine Löcher oder Sicken. Sie wurden in großer Stückzahl im Zweiten Weltkrieg von den US-Amerikanern produziert und eingesetzt.